# ФК Уимбълдън
Вижте пояснителната страница за други значения на Уимбълдън.
Футболен Клуб Уимбълдън е името на бивш професионален футболен отбор от Южен Лондон, Англия. Създаден през 1911 като „Уимбълдън Олд Сентрълс“, от 1905 г. насам клубът е известен само като „Уимбълдън“ (с изключение на 1910, когато се нарича „Уимбълдън Бъроу“). Отборът прекарва по-голямата част от историята си в долните дивизии, преди да се издигне до нивото на най-добрите отбори в английския футбол в края на 70-те и през 80-те години на миналия век. През 1988, Уимбълдън побеждава Ливърпул на финала за ФА Къп и става единственият отбор в страната, носител на професионалата ФА Къп и Аматьорската ФА Къп (от 1963). Това не е постигано от нито един друг отбор.
След публикуването на Доклада на Тейлър отборите от Премиършип трябва да повишат сигурността на стадионите и Сам Хемъм е принуден да смени досегашният дом на отбора Плау Лейн. „Доновоте“ се споразумяват с местния съперник Кристъл Палас да провеждат домакинските си срещи на техния стадион Селхърст Парк. През 2003 след продължилата финансова администрация и неспособността на клуба да плати своите дългове от 20 милиона паунда, той е продаден на предприемача Пийт Уинкълман и премества своята дейност в град Милтън Кийнс, Бъкингамшир. На следващата година клубът сменя цветовете и емблемата си и се преименува на Милтън Кийнс Донс. През 2007 Футболната Асоциация изисква от новоучредения клуб футболните отличия на Уимбълдън да бъдат върнати в лондонския район Мъртън, домът на Уимбълдън, на новосъздадения клуб АФК Уимбълдън. Той е учреден от феновете, които не приемат преместването на тима от Южен Лондон на цели 90 километра на север.